# バングスボー要塞

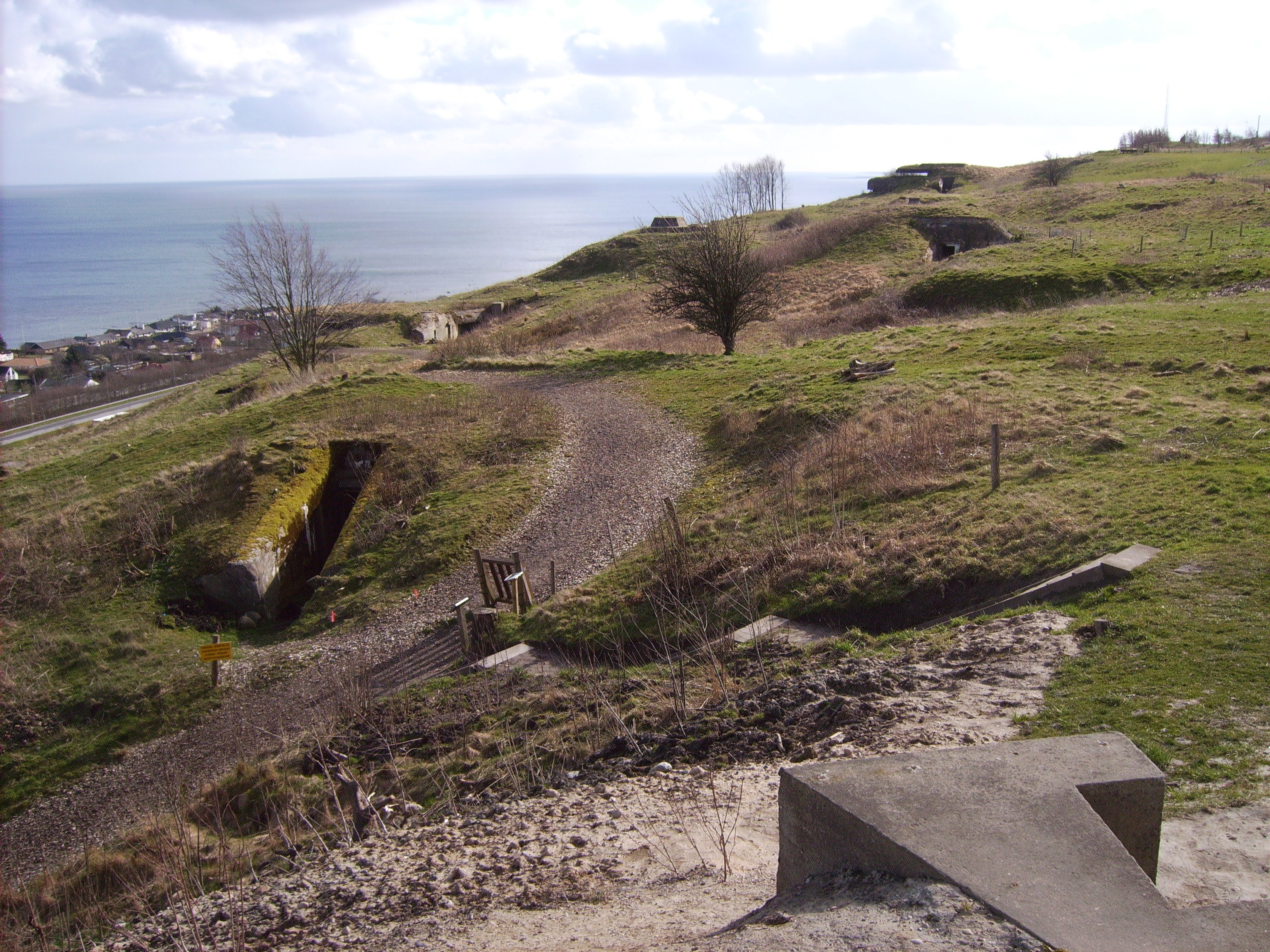
バングスボー要塞（2008年3月）

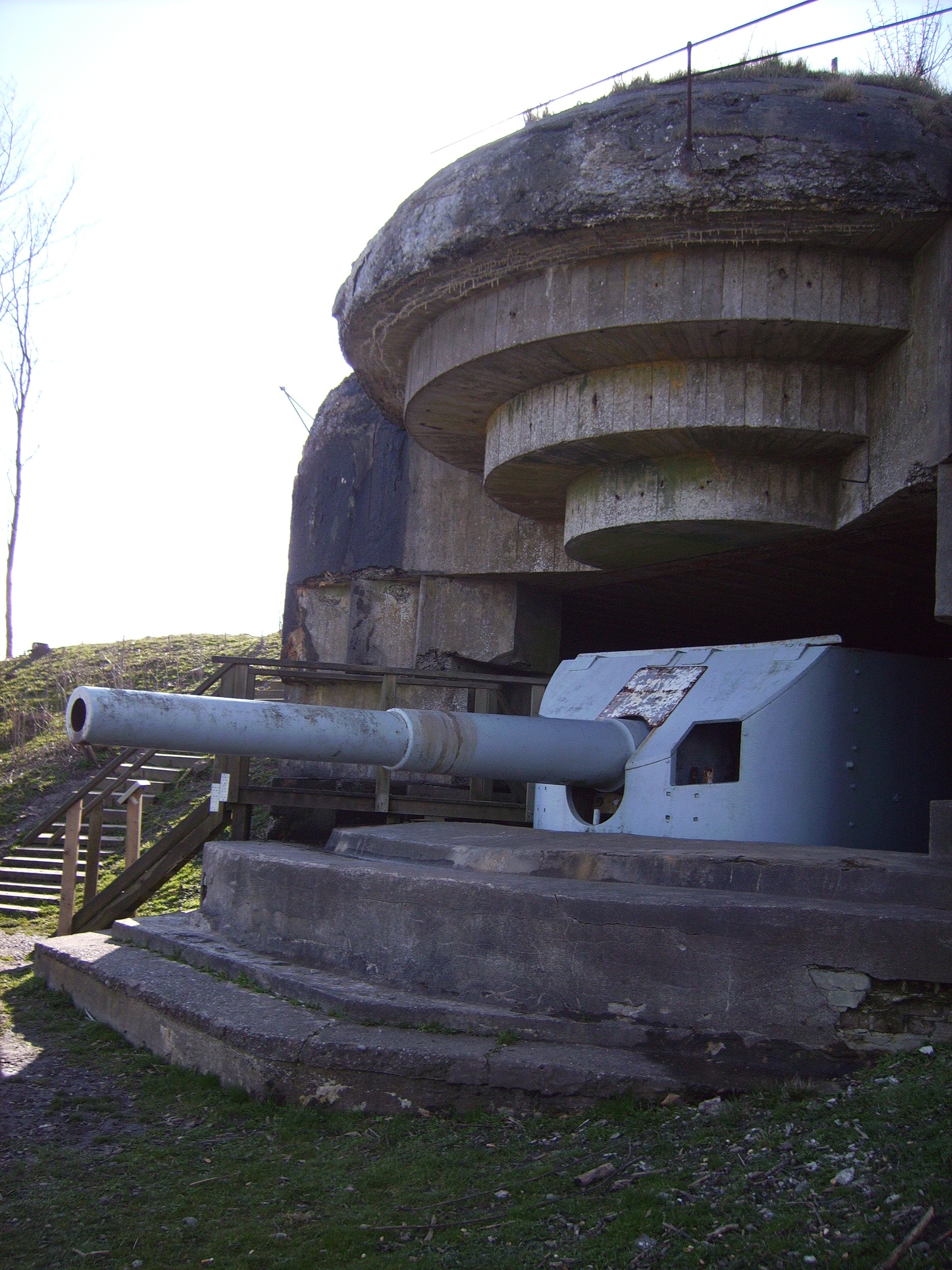
バングスボー要塞に現存する15cm砲

バングスボー要塞（Bangsbo Fort）は、デンマーク北部、フレゼリクスハウン近郊に建設された要塞。ナチス・ドイツによる占領下にあった1944年、フレゼリクスハウン南方に建造されたものである。

## 歴史
数百年の間、フレゼリクスハウン南方にある標高84mのピッカーバッケン（Pikkerbakken）と呼ばれる丘は、フレゼリクスハウンの防衛上の重要な拠点であった。第二次世界大戦中ドイツ国防軍もまた、ピッカーバッケンをフレゼリクスハウンの防衛拠点とした。数度にわたり増強が行われたが1942年には、大西洋の壁の一環としてユトランド半島北部の防衛を担う大規模な建造計画が立案された。
フレゼリクスハウン南方基地群（Stützpunktgruppe Frederikshavn Süd）と命名されたこの要塞は1944年に完成し、コンクリート製の70の掩蔽壕が設けられ、フライア・レーダーが配備された。1945年5月連合軍が占領した時点では、掩蔽壕は大規模なものが34、小規模なものが17。要塞砲は、沿岸砲としてニールス・ユールの主砲であった15cm砲を4門、対空砲として10.5cm砲と機関砲が配備されていた。周囲には有刺鉄線と地雷原が巡らされ、陸上からの接近に対応していた。
第二次世界大戦後デンマーク海軍の所管となり、1950年には掩蔽壕10基を増設、一部を更新された設備と合わせて1952年よりバングスボー要塞として運用を開始した。だがその運用寿命は短く、財政難からフレゼリクスハウンの海軍施設が稼働した1962年には要塞としての運用を停止、カテガット海峡方面の海軍基地として通信・レーダー基地としての機能を残すのみとなった。
1991年9月29日、ニールス・ユールの主砲の展示等の博物館化を前提に敷地の未使用部分開放が決定した。砲の掩蔽壕は修繕され、フレゼリクスハウン市とバングスボー博物館は海軍の協力下で要塞を博物館として再建を進めた。2005年には敷地を借り上げる形でバングスボー博物館が移設された。2008年には、退役した練習艦を博物館船として入手している。南部の一部エリアは未使用部分の開放後も海軍の基地であり、この区画にも設備は残存している。